# Мустафа-Бей
Мустафа́-Бей (укр. Мустафа-Бей, крымскотат. Mustafa Bey, Мустафа Бей) — исчезнувшее село в Бахчисарайском районе Республики Крым (согласно административно-территориальному делению Украины — Автономной Республики Крым), располагавшееся на территории современного села Предущельное, в его восточной части.

## История
По имеющимся, пока неполным, результатам археологических исследований, поселение на этом месте существовало в XI—XII веках (был даже водопровод из источника Таш-Аир). Селение упоминается в ведомости «при бывшем Шагин Герее хане сочиненная на татарском языке о вышедших християн из разных деревень и об оставшихся их имениях в точном ведении его Шагин Герея» 1778 года, в которой записаны три земельных участка, принадлежащих жителям деревни Качи-Кальон и заложенных мечети Мустафа-Бей. В Камеральном Описании Крыма 1784 года в составе Бахчисарайского кадылыка Бахчисарайского каймаканства записано 2 поселения Мустафа Ага. После присоединения Крыма к России (8) 19 апреля 1783 года, (8) 19 февраля 1784 года, именным указом Екатерины II сенату, на территории бывшего Крымского Ханства была образована Таврическая область и деревня была приписана к Симферопольскому уезду. После Павловских реформ, с 1796 по 1802 год, входила в Акмечетский уезд Новороссийской губернии. По новому административному делению, после создания 8 (20) октября 1802 года Таврической губернии, Мустафа-Бей был включён в состав Чоргунской волости Симферопольского уезда.
По Ведомости о всех селениях в Симферопольском уезде состоящих с показанием в которой волости сколько числом дворов и душ… от 9 октября 1805 года, в Мустафа-Бее числилось 99 жителей в 15 дворах (из которых было 55 крымских татар и 44 цыгана. В 1808 году, в связи с бегством владельца в Персию, имение было обращено в казённое ведомство и после этого деревня начала пустеть. На военно-топографической карте генерал-майора Мухина 1817 года обозначено всего 8 дворов. После реформы волостного деления 1829 года Мустафа-Бей, согласно «Ведомости о казённых волостях Таврической губернии 1829 г», включили в состав Дуванкойской волости (преобразованной из Чоргунской). На карте 1935 года в деревне Мустафабей или Анастасьевка 10 дворов, а на карте 1842 года обозначен условным знаком «малая деревня», то есть, менее 5 дворов.
В 1860-х годах, после земской реформы Александра II, деревня осталась в составе преобразованной Дуванкойской волости. Согласно «Списку населённых мест Таврической губернии по сведениям 1864 года», составленному по результатам VIII ревизии 1864 года, Мустафа-Бей записан как несколько владельческих дач, с 4 дворами и 29 жителями при реке Каче. На трёхверстовой карте 1865—1876 года на месте деревни обозначены безымянные строения, а по результатам Х ревизии 1887 года, собранным в «Памятной книге Таврической губернии 1889 года», уже не упоминается. Мустафа-Бей встречается уже как урочище с постройками на карте 1890 года.
После земской реформы 1890-х годов Мустафа-Бей находился на территории Каралезской волости. По Статистическому справочнику Таврической губернии. Ч.II-я. Статистический очерк, выпуск шестой Симферопольский уезд, 1915 год, в Каралезской волости Симферопольского уезда числились хутор «Мустафа-Бай» Бояджиян Х. Б. с 1 двором, 2 сада того же названия (Борю С. Л. и Кекишева С,Я. — по 1 двору), хутор «Анастасьевка и Мустафа-Бай» — Бояджиевых Я. К. и С. К., имение «Мустафа-Бай и Анастасьевка» Гана Г. А. с 2 дворами и 2 хутора «Мустафа-Бай и Кош-Дегермен» Бояджиев А. И. и Чауш М. Н. (по 1 двору) — все без жителей..
После установления в Крыму Советской власти, по постановлению Крымревкома от 8 января 1921 года была упразднена волостная система и село вошло в состав Симферопольского уезда (округа), а в 1922 году уезды получили название округов. 11 октября 1923 года, согласно постановлению ВЦИК, в административное деление Крымской АССР были внесены изменения, в результате которых был создан Бахчисарайский район и селение включили в его состав. Согласно Списку населённых пунктов Крымской АССР по Всесоюзной переписи 17 декабря 1926 года, в селе Анастасьевка, Пычкинского сельсовета Бахчисарайского района, имелось 8 дворов, из них 6 крестьянских, население составляло 16 человек (10 мужчин и 6 женщин). В национальном отношении учтено 15 русских, 1 записан в графе «прочие». В дальнейшем в доступных источниках не встречается

## Динамика численности населения
- 1805 год — 99 чел.[12]
- 1864 год — 29 чел.[17]
- 1915 год — 0 чел.[22]
- 1926 год — 16 чел.[27]